# آلسیو فوکونی
آلسیو فوکونی (ایتالیایی: Alessio Foconi؛ زادهٔ ۲۲ نوامبر ۱۹۸۹) شمشیرباز اهل ایتالیا است.